# Religioni nella Repubblica Democratica del Congo
La religione più diffusa nella Repubblica Democratica del Congo è il cristianesimo, professato da circa il 96% della popolazione. L'islam è seguito da circa l’1,5% della popolazione, mentre circa il 2,5% della popolazione segue altre religioni, comprese le religioni africane tradizionali.
Le stime sull'incidenza delle varie confessioni nell'ambito del cristianesimo sono variabili. Per il Dipartimento di Stato degli Stati Uniti d'America, i cattolici sarebbero circa il 45% della popolazione e i protestanti circa il 40%.
Nell'Africa centro-orientale, il Congo è il paese con la più significativa presenza della Chiesa cristiana avventista del settimo giorno, con 626 chiese con circa 328.000 membri adulti battezzati. L'area geografica dell'Africa centro-orientale presenta 805 scuole elementari, 303 scuole superiori, 6 college e università. Il 10,7% dei congolesi è legato a credenze tradizionali (religioni animiste). Il restante 3,3% degli abitanti è musulmano (1,4%) o crede in altre religioni minori. a cui si devono aggiungere i seguaci del Kimbanguismo, una chiesa cristiana nata in Congo (circa il 5%); per l'Association of Religious Data Archives, i cattolici sarebbero circa il 57% e i protestanti circa il 29%, mentre le religioni indigene si attesterebbero intorno al 3%; secondo il Pew Research Center, i cattolici sarebbero circa il 47% e i protestanti circa il 48%. La Chiesa cattolica è presente nel Paese con 6 arcidiocesi e 41 diocesi. La più importante denominazione protestante nel Paese è la Chiesa di Cristo nel Congo, che riunisce ben 62 denominazioni protestantis sin fuentes di varie tendenze (anglicani, battisti, presbiteriani, metodisti, mennoniti, pentecostali, chiese riformate, chiese evangelicali indipendenti). Nel Paese è presente anche una piccola comunità di cristiani ortodossi dipendente dalla Chiesa ortodossa di Alessandria. Sono inoltre presenti anche la Chiesa di Gesù Cristo dei Santi degli Ultimi Giorni (i Mormoni) e i Testimoni di Geova.
La metà dei musulmani presenti nella Repubblica Democratica del Congo segue il sunnismo. Sono inoltre presenti in piccolissima percentuale anche indù e Bahai.
La costituzione della Repubblica Democratica del Congo prevede la libertà di religione.